# Sent Victor deis Olas
Sent Victor deis Olas (en francès Saint-Victor-des-Oules) és un municipi francès situat al departament del Gard i a la regió d'Occitània.